# هانك غريفين (لاعب كرة قاعدة)
هانك غريفين (بالإنجليزية: Hank Griffin)‏ هو لاعب كرة قاعدة أمريكي، ولد في 11 يوليو 1886 في وايتهاوس في الولايات المتحدة، وتوفي في 11 فبراير 1950 في تيريل في الولايات المتحدة.

## وصلات خارجية
- هانك غريفين على موقعبيزبول رفرنس.كوم (الدوري الرئيسي) (الإنجليزية)
- هانك غريفين على موقعبيزبول رفرنس.كوم (الدوري الثانوي) (الإنجليزية)